# Cryptochilus roseus
Cryptochilus roseus är en orkidéart som först beskrevs av John Lindley, och fick sitt nu gällande namn av Sing Chi Chen och Jeffrey James Wood. Cryptochilus roseus ingår i släktet Cryptochilus, och familjen orkidéer. Inga underarter finns listade i Catalogue of Life.

## Bildgalleri

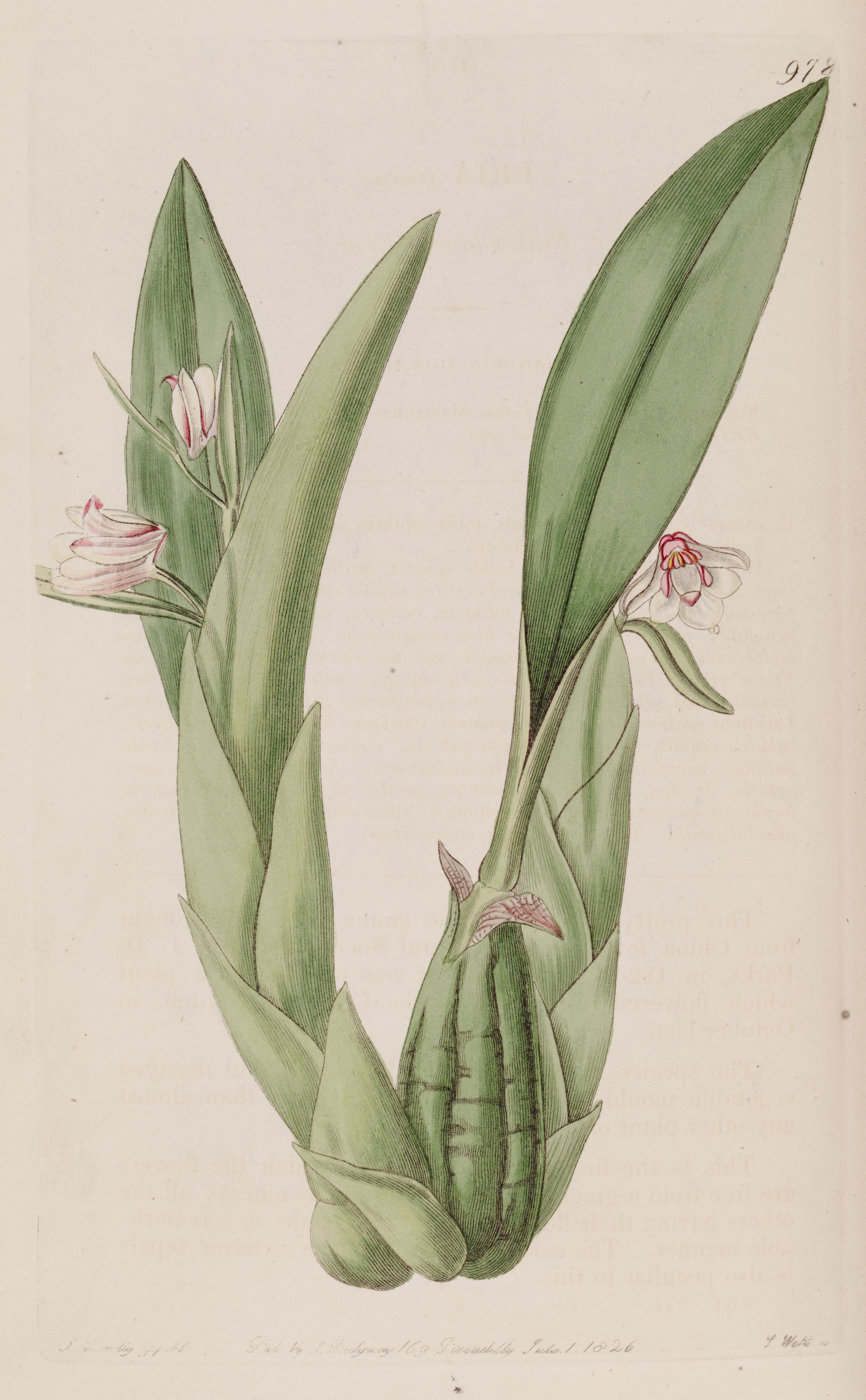